# Lynn Nottage
Lynn Nottage (ur. 2 listopada 1964 w Nowym Jorku) – amerykańska dramatopisarka, dwukrotna laureatka Nagrody Pulitzera. Pochodziła z rodziny aktywnych zawodowo kobiet, co wywarło wpływ na jej twórczość. Chodziła do New York’s High School of Music and Art w Harlemie. Dyplom uzyskała w 1982. Zapisała się na Brown University. W 1986 uzyskała bakalaureat. Magisterium w dziedzinie dramatopisarstwa otrzymała w Yale School of Drama w 1989. Wydała między innymi sztuki A...My Name is Still Alice i Crumbs from the Table of Joy. Pierwszą Nagrodę Pulitzera w kategorii dramatu dostała w 2009 za sztukę Ruined. W 2017 otrzymała to wyróżnienie powtórnie za dramat Sweat. Prywatnie ma męża i córkę.